# 石川清 (衆議院議員)

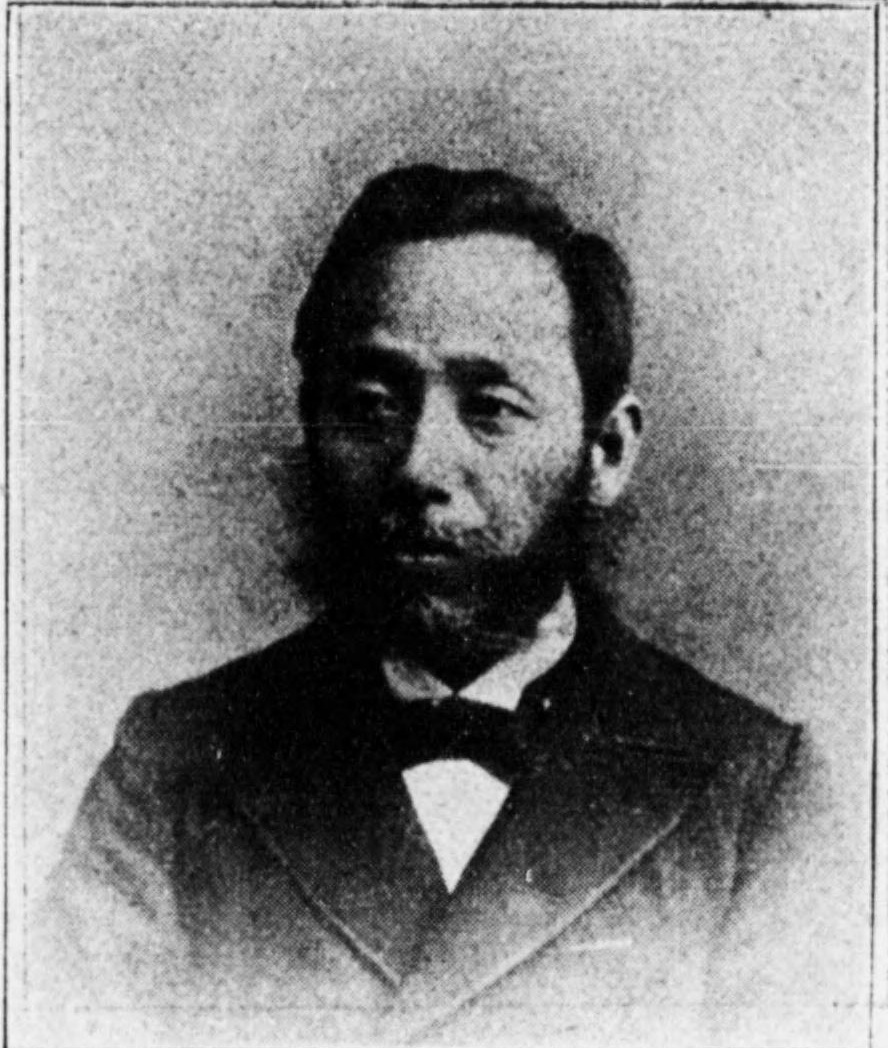
石川清

石川 清（いしかわ きよし、1852年6月29日（嘉永5年5月12日）- 1930年（昭和3年）2月25日）は、明治から大正期の酒造家、政治家。衆議院議員、宮崎県会議長、宮崎県東臼杵郡富高村長。

## 経歴
日向国臼杵郡、のちの宮崎県東臼杵郡富高村（富高町、富島町を経て現日向市）で、酒造業・石川源五郎の長男として生まれる。漢学を修めた。酒造業を営む。
椎葉向山村副戸長に就任。1880年（明治13年）鹿児島県会議員に選出された。宮崎県会議員に選出され7期18年９カ月在任した。この間、同常置委員、同議長、富高村長、宮崎県農会議員なども務めた。
1902年（明治35年）8月、第7回衆議院議員総選挙（宮崎県全県区、立憲政友会）で初当選し、第9回総選挙でも再選され、衆議院議員に通算2期在任した。
実業界では、宮崎新報社取締役、宮崎商業会幹事、富高実業会長などを務めた。その他、日本赤十字社宮崎県委員、大日本武徳会地方委員などに在任した。

## 国政選挙歴
- 第6回衆議院議員総選挙（宮崎県第1区、1898年8月、無所属）次点落選[8]
- 第7回衆議院議員総選挙（宮崎県全県区、1902年8月、立憲政友会）当選[7]
- 第8回衆議院議員総選挙（宮崎県全県区、1903年3月、立憲政友会）落選[7]
- 第9回衆議院議員総選挙（宮崎県全県区、1904年3月、立憲政友会）当選[7]